# Al Unser Jr.
Alfred Unser Jr. (Albuquerque, 19 aprile 1962) è un pilota automobilistico statunitense.

## Biografia
Nel 1982 ha vinto il Campionato CanAm al volante di una Frissbee GR3-Chevrolet del Team Galles, mentre nel 1986 e nel 1988, ha vinto la International Race of Champions pilotando in entrambe le occasioni una Chevrolet Camaro.

Ha gareggiato nella CART World Series dal 1982 al 1999, conquistando 31 vittorie, 7 pole position e vincendo il titolo nel 1990 con il Team Galles e nel 1994 con il Marlboro Team Penske. Con gli stessi team ha vinto due volte anche la 500 Miglia di Indianapolis (nel 1992 con il team Galles, nel 1994 con il team Penske), diventando il terzo Unser a vincere la 500 miglia, dopo suo zio Bobby (1968, 1975, 1981) e suo padre Al Sr. (1970, 1971, 1978, 1987). Tra l'altro la 500 miglia di Indianapolis vinta nel 1992 lo vide trionfare con 43 millesimi di vantaggio su Scott Goodyear, in quello che è tuttora il distacco più risicato della storia della competizione. 

Dal 2000 al 2003, ha preso parte alle intere stagioni della Indy Racing League, con ottimi risultati e 3 vittorie all'attivo. Negli anni seguenti, fino al 2007, ha corso solo alcune gare del campionato, tra cui l'immancabile 500 miglia di Indianapolis, non ottenendo però risultati di rilievo.